# Palócleves
Palócleves – węgierskie danie podobne do zupy gulaszowej, jednakże lżejsze i o kwaskowym smaku. Wbrew powszechnemu przekonaniu nie wzięła swojej nazwy od Połowców, znanych na Węgrzech jako palócok.

## Historia
Dokładne pochodzenie zupy nie jest znane, ale istnieje szereg legend na ten temat. Według jednej z nich wymyślił ją znany budapeszteński restaurator János Gundel i nazwał ją tak na cześć pisarza i publicysty Kálmána Mikszátha, znanego jako "największy Połowiec", (legnagyobb palóc). Pisarz Elek Magyar w swoim dziele Az ínyesmester szakácskönyve napisał, że zupa została przygotowana dla jurorów konkursu gastronomicznego i tak im zasmakowała, że prosili o dokładkę. Według innej legendy János Gundel wymyślił palócleves na urodziny Kálmána Mikszátha w 1892 r. Pisarz poprosił go o taką zupę, jakiej do tej jeszcze nie jadł i która "zawiera w sobie wszystkie smaki węgierskiej kuchni". 
Zupę przygotowuje się najczęściej z wołowiny, baraniny lub wieprzowiny, rzadziej z indyka. Najodpowiedniejsze są mięsa gulaszowe. Według wcześniejszych przepisów warzywa gotowano osobno. Zupę zwykle zaprawia się śmietaną z mąką, ale czasem się tego nie robi, a śmietanę podaje osobno. W nowszych przepisach zupę zakwasza się octem lub sokiem z cytryny i dodaje posiekanego koperku.